# Roque Júnior
José Vítor Roque Jr. (Santa Rita do Sapucaí, 1976. augusztus 31. –) ismert nevén Roque Júnior, világbajnok brazil labdarúgóhátvéd, edző.

## Pályafutása
Karrierje során Roque Júnior játszott a Santarritense, a São José, a Palmeiras, az AC Milan, a Leeds United, a Siena, a Bayer Leverkusen, az MSV Duisburg és az Al-Rayyan csapatában is, pályafutását pedig az Ituanóban fejezte be. A Palmeiras színeiben több mint 200 tétmérkőzésen lépett pályára, legnagyobb sikere a csapattal az 1999-es Copa Libertadores győzelem volt. Peter Reid edző 2003-ban a Leeds Unitedhez csábította, azonban sok sikerélményben nem volt része az Elland Roadon. A Birmingham City elleni hazai bajnokin mutatkozott be a klub színeiben, azonban összesen hét tétmérkőzésen viselte a Leeds mezét. Legemlékezetesebb mérkőzése a Manchester United elleni Worthington Cup találkozó volt, amin két gólt szerzett, azonban a Leeds így is vereséget szenvedett.
(2-3)
2008 szeptemberében a Palmeiras a katari Al-Rayyannak adta kölcsön az idény végéig. 2008 végén elhagyta a Palmeirast és bár több ausztrál élvonalbeli klubbal is tárgyalt, végül egyikhez sem írt alá. Majd két év elteltével a brazil Ituano csapata szerződtette,
ám mindössze három bajnoki után bejelentette visszavonulását.

### A válogatottban
Roque Júnior 48 alkalommal lépett pályára a brazil válogatottban, tagja volt a 2002-es világbajnokságon győztes csapatnak. A 2006-os tornát egy sérülés miatt ki kellett hagynia, a válogatottban 2007. szeptember 4-én játszott utoljára.

### Edzőként
2015-ben a XV de Piracicaba vezetőedzője lett.

## Sikerei, díjai

### Palmeiras
- Campeonato Paulista: 1996, 2008
- Copa do Brasil: 1998
- Copa Mercosur: 1998
- Copa Libertadores: 1999
- Torneio Rio – São Paulo: 2000

### Milan
- Bajnokok Ligája-győztes: 2002–03
- Olasz kupagyőztes: 2002–03

### Válogatott
- Világbajnok: 2002
- Konföderációs kupa-győztes: 2005